# Sarroca de Lleida
Sarroca de Lleida é um município da Espanha na comarca de Segrià, província de Lérida, comunidade autónoma da Catalunha. Tem 41,2 km² de área e em 2021 tinha 357 habitantes (densidade: 8,7 hab./km²).

## Demografia
| Variação demográfica do município entre 1991 e 2004 [carece de fontes?] | Variação demográfica do município entre 1991 e 2004 [carece de fontes?] | Variação demográfica do município entre 1991 e 2004 [carece de fontes?] | Variação demográfica do município entre 1991 e 2004 [carece de fontes?] |
| ----------------------------------------------------------------------- | ----------------------------------------------------------------------- | ----------------------------------------------------------------------- | ----------------------------------------------------------------------- |
| 1991                                                                    | 1996                                                                    | 2001                                                                    | 2004                                                                    |
| 501                                                                     | 486                                                                     | 457                                                                     | 437                                                                     |